# The Wet Parade
The Wet Parade is een Amerikaanse dramafilm uit 1932 onder regie van Victor Fleming. Destijds werd de film in Nederland uitgebracht onder de titel Alcohol.

## Verhaal
Roger Chilcote brengt zijn gezin in een lastig financieel parket door zijn drankprobleem. Zijn dochter wil hem helpen om te stoppen met drinken. Na een maand zonder alcohol hervalt Roger. Hij vergokt bovendien het hele familiebezit tijdens een drinkgelag.

## Rolverdeling
| Acteur           | Personage          |
| ---------------- | ------------------ |
| Dorothy Jordan   | Maggie May         |
| Lewis Stone      | Roger Chilcote     |
| Neil Hamilton    | Roger Chilcote jr. |
| Emma Dunn        | Mevrouw Chilcote   |
| Frederick Burton | Majoor Randolph    |
| Reginald Barlow  | Rechter Brandon    |
| John Larkin      | Moses              |
| Gertrude Howard  | Angelina           |
| Robert Young     | Kip Tarleton       |
| Walter Huston    | Pow Tarleton       |
| Jimmy Durante    | Abe Shilling       |
| Wallace Ford     | Jerry Tyler        |
| Myrna Loy        | Eileen Pinchon     |
| Joan Marsh       | Evelyn Fessenden   |
| John Miljan      | Majoor Doleshal    |